# Port lotniczy Macas
Port lotniczy Macas – port lotniczy położony w mieście Macas w Ekwadorze.

## Linie lotnicze i połączenia
- TAME (Quito)